# ادوین هدلی
ادوین هدلی (انگلیسی: Edwin Hedley؛ ۲۳ ژوئیهٔ ۱۸۶۴ – ۲۲ مهٔ ۱۹۴۷) قایقران روئینگ اهل ایالات متحده آمریکا بود.